# Năm Căn (huyện)
Năm Căn là một huyện cũ thuộc tỉnh Cà Mau, Việt Nam.

## Địa lý

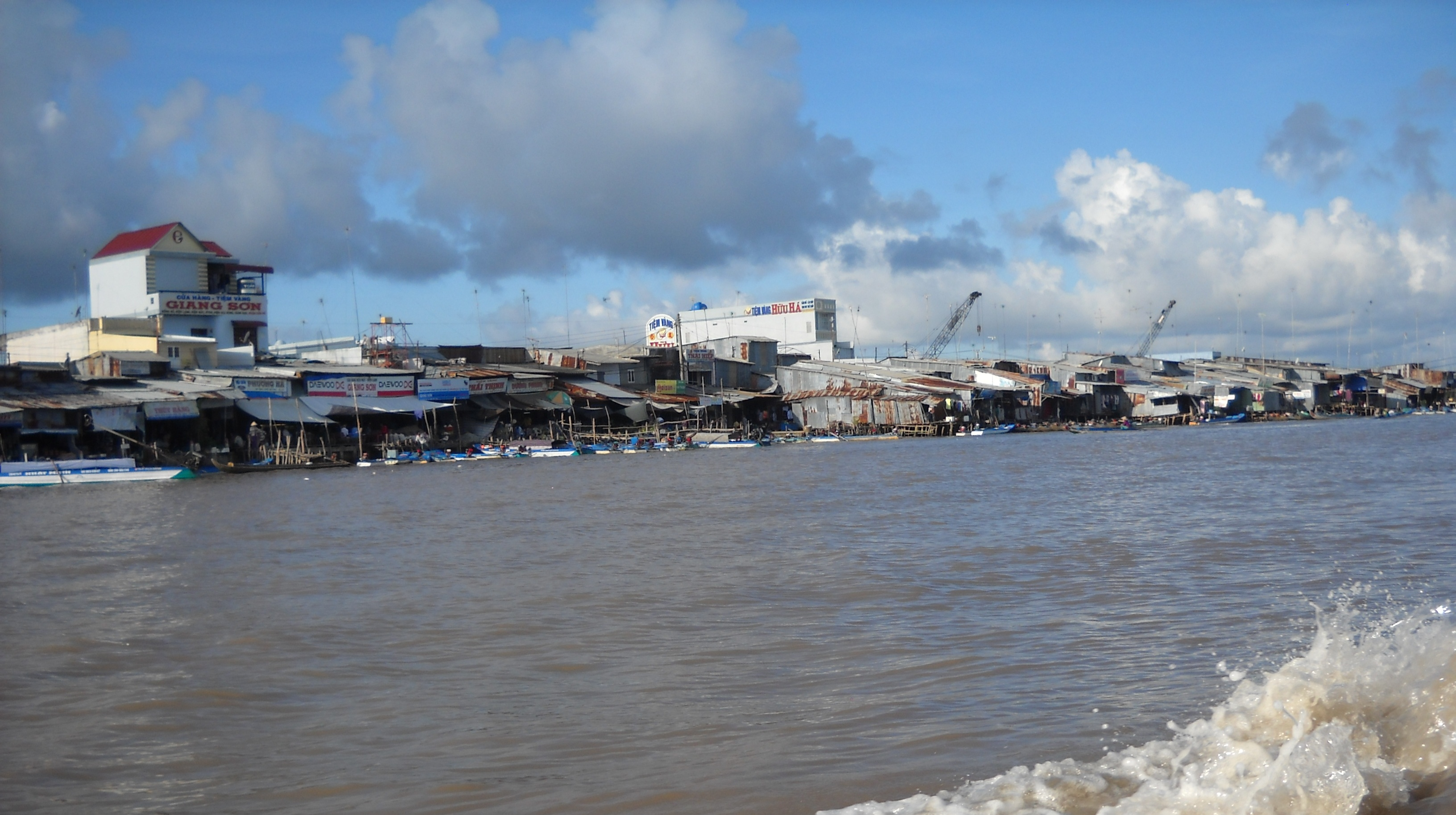
Thị trấn Năm Căn bên sông Cửa Lớn

Huyện Năm Căn nằm ở phía đông nam tỉnh Cà Mau, có vị trí địa lý:
- Phía đông giáp Biển Đông
- Phía tây giáp huyện Phú Tân và Vịnh Thái Lan
- Phía nam giáp huyện Ngọc Hiển với ranh giới là sông Cửa Lớn và sông Bồ Đề
- Phía bắc giáp các huyện Cái Nước, Đầm Dơi, Phú Tân qua sông Bảy Háp.

## Hành chính
Huyện Năm Căn có 8 đơn vị hành chính cấp xã trực thuộc, bao gồm thị trấn Năm Căn (huyện lỵ) và 7 xã: Đất Mới, Hàm Rồng, Hàng Vịnh, Hiệp Tùng, Lâm Hải, Tam Giang, Tam Giang Đông.

## Lịch sử

### Trước khi lập đơn vị hành chính
Nơi đây là vị trí hợp lưu của sông Cửa Lớn. Khi người Việt và người Hoa bắt đầu khai phá vùng đất này, nơi đây được xem là điểm giao thương thuận lợi, khi các ghe hàng đi xuống cửa Ông Trang mua tôm khô, cá khô, hoặc ra Rẫy Chệt mua dưa hấu, xuống Rạch Gốc chở ba khía và ốc len, những xuồng ghe qua rạch Bà Thanh, Ông Định chở củi về hầm than,... đều chọn nơi này làm điểm dừng nghỉ ngơi chờ nước xuôi để đi tiếp, có khi gặp lúc nước ròng, phải chờ con nước lớn. Dân dần nơi đây phát triển thành nơi thị tứ phố chợ bên sông.
Theo giai thoại dân gian thì tên gọi Năm Căn đã có từ hơn 200 năm. Đầu tiên, có một người Hoa Kiều tên là Chệt Hột đến đây dựng lên 5 căn trại đáy, phía trên bờ thì làm rẫy. Công việc làm ăn rất phát đạt do nguồn cá tôm dồi dào và chưa có người khai thác. Thấy có nhiều hoa lợi nên những người Hoa Kiều và người Việt cũng đến đây làm ăn sinh sống, lần hồi trở nên đông đúc. Vì có vị trí thuận lợi về đường sông nên ghe xuồng thường qua lại chỗ này, và người ta căn cứ vào dấu hiệu là dãy trại đáy 5 căn xuất hiện đầu tiên để gọi tên, lâu ngày thành địa danh Năm Căn.
Tuy nhiên, trong các sử liệu ghi chép lại từ thời Mạc Cửu khai phá vùng Hà Tiên đến Cà Mau khoảng năm 1680, nhưng không thấy nhắc đến địa danh Năm Căn. Mãi đến thời Nhà Nguyễn có địa bạ ghi chép về huyện Long Xuyên (là vùng đất Cà Mau ngày nay) mới có nhắc đến. Địa bạ triều Nguyễn năm 1836 (năm Minh Mạng thứ 17) gọi là xứ Năm Căn, lúc đó theo thống kê đặc điền thì ở huyện Long Xuyên (thuộc tỉnh Hà Tiên) gồm 2 tổng Long Thủy và Quảng Xuyên. Riêng tổng Quảng Xuyên có diện tích ruộng đất trên 445 mẫu, gồm 14 xã thôn, trong đó có "... Thôn Tân Hưng ở 5 xứ: Rạch Nón, Cái Mũi, Cái Lân, Năm Căn, Đồng Cùng có trên 192 mẫu ruộng (112 mẫu công điền và trên 80 mẫu tư điền với 1 chủ điền)".
Thời Pháp thuộc, vùng phố chợ Năm Căn (khi đó thuộc quận Cà Mau, tỉnh Bạc Liêu), đã trở thành thị tứ sung túc, hai bên bờ sông mọc lên nhiều lò than, nhà cửa san sát, dân cư tấp nập, có bến tàu đò, có đường xe hơi đi từ Cà Mau về đến Năm Căn,... Ngay sông Cửa Lớn cũng được nhiều người quen gọi là sông Năm Căn.
Ngày 9 tháng 3 năm 1956, chính quyền Việt Nam Cộng hòa ban hành Sắc lệnh số 32-VN về việc thành lập tỉnh Cà Mau trên cơ sở sáp nhập quận Cà Mau, quận Quảng Xuyên và 4 xã thuộc quận Giá Rai (Định Thành, Hòa Thành, Tân Thành, Phong Thạnh Tây) của tỉnh Bạc Liêu.
Ngày 22 tháng 10 năm 1956, Tổng thống Việt Nam Cộng hòa Ngô Đình Diệm ban hành Sắc lệnh số 143-NV về việc thành lập tỉnh An Xuyên trên cơ sở đổi tên tỉnh Cà Mau.
Tỉnh An Xuyên có 6 quận: Quản Long, Thới Bình, Sông Ông Đốc, Cái Nước, Đầm Dơi và Năm Căn. Từ đó, Năm Căn chính thức trở thành địa danh hành chính.
Ngày 2 tháng 4 năm 1956, thành lập quận Năm Căn. Quận bấy giờ chỉ gồm 2 xã: Năm Căn, Viên An. Quận lỵ đặt tại xã Năm Căn.
Ngày 19 tháng 5 năm 1958, sáp xã Thuận Hưng thuộc quận Cái Nước vào quận Năm Căn.
Ngày 7 tháng 2 năm 1965, sáp xã Tân Hưng Đông thuộc quận Cái Nước vào quận Năm Căn.
Ngày 7 tháng 12 năm 1965, sáp xã Tân Ân thuộc quận Đầm Dơi vào quận Năm Căn.
Năm 1970, quận Năm Căn có 5 xã: Năm Căn, Tân Ân, Tân Hưng Đông, Thuận Hưng, Viên An.
Tuy là một đơn vị hành chính của chính quyền Việt Nam Cộng hòa, trên thực tế, hầu như địa bàn quận Năm Căn do chính quyền của những người Cộng sản kiểm soát. Chính quyền Việt Nam Cộng hòa nhiều lần tảo thanh để thiết lập lại quyền kiểm soát, quan trọng nhất là chiến dịch Sóng Tình Thương cuối năm 1963 và cuộc hành quân Seafloat giữa năm 1966. Mặc dù vậy, trừ các thị trấn đông dân, một vùng rộng lớn hoang vu ở Năm Căn vẫn nằm dưới sự kiểm soát của chính quyền Cộng sản.
Sau khi Việt Nam thống nhất, đơn vị hành chính quận Năm Căn bị giải thể. Địa bàn quận Năm Căn cũ đặt trong huyện Ngọc Hiển, tỉnh Cà Mau.
Ngày 20 tháng 9 năm 1975, Bộ Chính trị ban hành Nghị quyết số 245-NQ/TW về việc hợp nhất tỉnh Bạc Liêu, tỉnh Cà Mau và 2 huyện Vĩnh Thuận, An Biên (ngoại trừ 2 xã Đông Yên và Tây Yên) của tỉnh Rạch Giá sẽ hợp nhất lại thành một tỉnh, tên gọi tỉnh mới cùng với nơi đặt tỉnh lỵ sẽ do địa phương đề nghị lên.
Ngày 20 tháng 12 năm 1975, Bộ Chính trị ban hành Nghị quyết số 19/NQ về việc hợp nhất tỉnh Bạc Liêu và tỉnh Cà Mau thành một tỉnh, tên gọi tỉnh mới cùng với nơi đặt tỉnh lỵ sẽ do địa phương đề nghị lên.
Ngày 24 tháng 2 năm 1976, Chính phủ Cách mạng Lâm thời Cộng hòa miền Nam Việt Nam ban hành Nghị định số 3/NQ/1976 về việc hợp nhất tỉnh Bạc Liêu và tỉnh Cà Mau thành một tỉnh mới, lấy tên là tỉnh Bạc Liêu – Cà Mau.
Ngày 10 tháng 3 năm 1976, Ban đại diện Trung ương Đảng và Chính phủ ban hành Nghị quyết về việc thành lập tỉnh Minh Hải trên cơ sở đổi tên tỉnh Bạc Liêu – Cà Mau. Khi đó, huyện Ngọc Hiển thuộc Minh Hải.
Ngày 29 tháng 12 năm 1978, Hội đồng Chính phủ ban hành Quyết định số 326-CP về việc thành lập huyện Năm Căn mới bao gồm 28 xã, 1 thị trấn huyện lỵ trên cơ sở một phần của huyện Ngọc Hiển.
Ngày 25 tháng 7 năm 1979, Hội đồng Chính phủ ban hành Quyết định số 275-CP về việc:
- Chia xã Viên An thành 3 xã: Duyên An Đông, Duyên An Tây, Đất Mũi.
- Chia xã Năm Căn thành 2 xã: Đất Mới, Hàm Rồng và thị trấn Năm Căn.
- Chia xã Tân An thành xã Tam Giang và xã Tân An.
- Chia nửa xã Quách Phẩm B thành 3 xã: Hiệp Tùng, Tân Điền, Thanh Tùng.
- Chia nửa xã Quách Phẩm A thành 3 xã: An Lập, Tân An, Tân Trung.

Ngày 17 tháng 5 năm 1984, Hội đồng Bộ trưởng ban hành Quyết định số 75-HĐBT về việc sáp 5 xã: An Lập, Tân An, Tân Điền, Tân Trung, Thanh Tùng của huyện Năm Căn vào huyện Ngọc Hiển.
Huyện Năm Căn còn lại thị trấn Năm Căn (huyện lỵ) và 8 xã: Duyên An Đông, Duyên An Tây, Đất Mới, Đất Mũi, Hàm Rồng, Hiệp Tùng, Tam Giang, Tân Ân.
Ngày 17 tháng 12 năm 1984, Hội đồng Chính phủ ban hành Quyết định số 168-HĐBT về việc đổi tên huyện Năm Căn thành huyện Ngọc Hiển.
Ngày 14 tháng 2 năm 1987, Hội đồng Bộ trưởng ban hành Quyết định số 33B-HĐBT về việc:
- Thành lập xã Hàng Vịnh trên cơ sở giải thể thị trấn Năm Căn cũ.
- Chia xã Đất Mới thành xã Đất Mới và thị trấn Năm Căn (thị trấn huyện lỵ huyện Ngọc Hiển).

Ngày 6 tháng 11 năm 1996, Quốc hội ban hành Nghị quyết về việc chia tỉnh Minh Hải thành tỉnh Bạc Liêu và tỉnh Cà Mau. Khi đó, huyện Ngọc Hiển thuộc tỉnh Cà Mau.
Ngày 25 tháng 6 năm 1999, Chính phủ ban hành Nghị định số 42/1999/NĐ-CP về việc thành lập xã Tân Ân Tây trên cơ sở 11.096 ha diện tích tự nhiên và 10.030 người của xã Tân Ân.
Ngày 29 tháng 8 năm 2000, Chính phủ ban hành Nghị định số 41/2000/NĐ-CP về việc:
- Thành lập xã Tam Giang Đông trên cơ sở 9.530,79 ha diện tích tự nhiên và 5.468 người của xã Tam Giang.
- Thành lập xã Tam Giang Tây trên cơ sở 9.235 ha diện tích tự nhiên và 6.672 người của xã Tam Giang.

Ngày 17 tháng 11 năm 2003, Chính phủ ban hành Nghị định số 138/2003/NĐ-CP về việc tái lập huyện Năm Căn trên cơ sở 53.291,40 ha diện tích tự nhiên và 70.745 nhân khẩu của huyện Ngọc Hiển.
Huyện Năm Căn có 53.291,40 ha diện tích tự nhiên và 70.745 nhân khẩu; có 7 đơn vị hành chính cấp xã trực thuộc, bao gồm thị trấn Năm Căn và 6 xã: Đất Mới, Hàm Rồng, Hàng Vịnh, Hiệp Tùng, Tam Giang, Tam Giang Đông.
Ngày 5 tháng 9 năm 2005, Chính phủ ban hành Nghị định số 113/2005/NĐ-CP về việc thành lập xã Lâm Hải trên cơ sở 12.272,40 ha diện tích tự nhiên và 10.531 người của xã Đất Mới.
Ngày 20 tháng 12 năm 2012, Bộ Xây dựng ban hành Quyết định số 1150/QĐ-BXD về việc công nhận thị trấn Năm Căn là đô thị loại IV.
Ngày 12 tháng 6 năm 2025, Quốc hội ban hành Nghị quyết số 202/2025/QH15 về việc sắp xếp đơn vị hành chính cấp tỉnh (nghị quyết có hiệu lực từ ngày 12 tháng 6 năm 2025). Theo đó, sáp nhập tỉnh Bạc Liêu vào tỉnh Cà Mau.
Ngày 16 tháng 6 năm 2025, Quốc hội ban hành Nghị quyết số 203/2025/QH15 về việc Sửa đổi, bổ sung một số điều của Hiến pháp nước Cộng hòa xã hội chủ nghĩa Việt Nam. Theo đó, kết thúc hoạt động của đơn vị hành chính cấp huyện trong cả nước từ ngày 1 tháng 7 năm 2025.

## Kinh tế

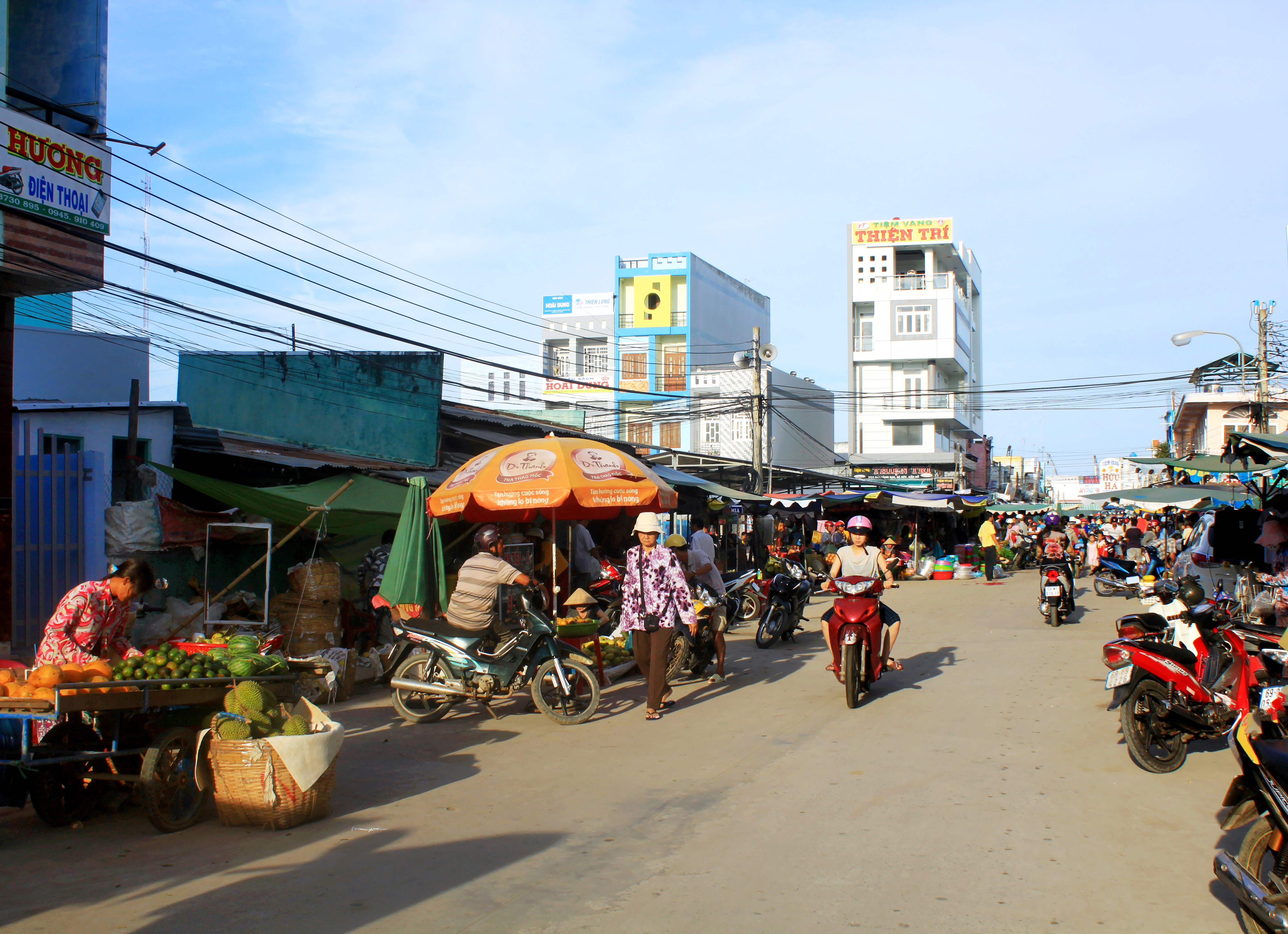
Một góc chợ thị trấn Năm Căn

Thế mạnh kinh tế của Năm Căn là thủy sản, thương mại và dịch vụ. Hiện nay, Năm Căn đang phát triển mạnh các dịch vụ hậu cần nghề cá. Ngoài ra, huyện chú trọng phát triển dịch vụ giao thông vận tải, hệ thống nhà hàng khách sạn, khu công nghiệp cùng dịch vụ du lịch sinh thái để phục vụ du khách.

## Dân số
Huyện Năm Căn có diện tích 495,40 km², dân số năm 2019 là 56.813 người, mật độ dân số đạt 115 người/km².
Huyện Năm Căn có diện tích 490,85 km², dân số năm 2021 là 56.789 người, mật độ dân số đạt 116 người/km².
Huyện Năm Căn có diện tích 490,85 km², dân số quy đổi tính đến ngày 31/12/2022 là 87.097 người, mật độ dân số đạt 177 người/km².
Huyện Năm Căn có diện tích 490,70 km², dân số quy đổi tính đến ngày 31/12/2024 là 81.095 người, mật độ dân số đạt 165 người/km².

## Giao thông
Là điểm cực nam của Quốc lộ 1.